# Pseudaletia typhlodes
Mythimna macrosaris là một loài bướm đêm trong họ Noctuidae.